# Rhiza
Rhiza là một chi bướm đêm thuộc họ Noctuidae.

## Loài
- Rhiza calligrapha (Ronkay & Varga, 1989)
- Rhiza commoda Staudinger, 1889
- Rhiza gnorima (Püngeler, 1906)
- Rhiza idumaea (Püngeler, 1901)
- Rhiza indigna (Christoph, 1887)
- Rhiza laciniosa (Christoph, 1887)
- Rhiza minuta (Püngeler, [1900])
- Rhiza schlumbergeri (Püngeler, 1905)
- Rhiza sergia (Püngeler, 1901)
- Rhiza stenoptera (Boursin, 1970)